# タイシール・アル＝ジャーシム
タイシール・ジャービル・アル＝ジャーシム（アラビア語: تيسير جابر الجاسم, ラテン文字転写：Taysīr Jābir al-Jāsim, 文語アラビア語発音：タイスィール・ジャービル・アル＝ジャースィム, 英字表記例：、1984年7月25日 - ）は、サウジアラビアの元サッカー選手。元サウジアラビア代表。現役時代のポジションはMF。
選手となって以来、クラブ、代表双方でレギュラーの座にあり続けた選手で、この10年のサウジアラビアを代表するサッカー選手の一人である。

## 経歴

### クラブ
2004年にアル・アハリ・ジッダに加入し、サウジ・フェデレーション・カップとクラウンプリンスカップを2007年に制した。その2007年にはアル・ガラファへのレンタル移籍も経験し、カタール・スターズリーグでの準優勝の立役者となって注目された。
翌2008年にはアル・ナスルを破ってガルフ・クラブ・チャンピオンズカップを制した。2009年にはカタールSCへのレンタル移籍を経験した。
その後、キングスカップを2011年、2012年に制した他、AFCチャンピオンズリーグ2012では準優勝にクラブを導いた。

### 代表
2004年に代表初出場。
AFCアジアカップ2007ではバーレーン代表相手に2得点し、決勝進出を果たしたもののイラク代表の前に敗れた。
ガルフカップ2009でも決勝に進出し、オマーン代表と決勝を戦った。彼もシュートを放ったものの、ポストを直撃し結局スコアレスドローでPK戦に縺れ込んだ。この結果6-5でPK戦に敗れたサウジアラビア代表は準優勝となった。
AFCアジアカップ2011の際にはシリア代表から得点を奪ったものの、この試合を1-2でサウジアラビアは落とした。結局グループステージで勝ち点1すら取ることが叶わなかったサウジアラビアは決勝ラウンドに進出することなく敗退した。
AFCアジアカップ2015予選ではイラク代表から得点し、2-1の勝利を掴み、本戦出場に貢献した。

## プレースタイル
彼は運動量、技術、視野、知性のあるプレイヤーである。強みとされているのは長距離からのシュートとドリブル、パスの精度である。ミッドフィールダー全般を熟すことが出来るが、主に攻撃的ミッドフィールダーやウィンガー、セントラルミッドフィールダーとして起用されることが多い。

## 代表歴

### 出場大会
- サウジアラビア代表
  - 2018 FIFAワールドカップ

### 試合数
- 国際Aマッチ 136試合 19得点（2004年-2018年）[3]

| サウジアラビア代表 | 国際Aマッチ | 国際Aマッチ |
| 年                 | 出場        | 得点        |
| ------------------ | ----------- | ----------- |
| 2004               | 1           | 0           |
| 2005               | 13          | 0           |
| 2006               | 4           | 0           |
| 2007               | 15          | 5           |
| 2008               | 3           | 0           |
| 2009               | 16          | 1           |
| 2010               | 9           | 1           |
| 2011               | 13          | 1           |
| 2012               | 4           | 0           |
| 2013               | 10          | 1           |
| 2014               | 11          | 1           |
| 2015               | 9           | 3           |
| 2016               | 8           | 4           |
| 2017               | 10          | 0           |
| 2018               | 10          | 2           |
| 通算               | 136         | 19          |

### 得点
| #  | 日付           | 場所                                                       | 対戦相手         | 得点 | 結果 | 大会                                   |
| -- | -------------- | ---------------------------------------------------------- | ---------------- | ---- | ---- | -------------------------------------- |
| 1  | 2007年6月27日  | シンガポール                                               | シンガポール     | 2-1  | 2-1  | 親善試合                               |
| 2  | 2007年7月18日  | パレンバン、ゲロラ・シュリーヴィジャヤ・スタジアム         | バーレーン       | 3-0  | 4-0  | AFCアジアカップ2007                    |
| 3  | 2007年7月18日  | パレンバン、ゲロラ・シュリーヴィジャヤ・スタジアム         | バーレーン       | 4-0  | 4-0  | AFCアジアカップ2007                    |
| 4  | 2007年11月2日  | リヤド                                                     | ナミビア         | 1-0  | 1-0  | 親善試合                               |
| 5  | 2007年11月9日  | ジッダ                                                     | エストニア       | 1-0  | 2-0  | 親善試合                               |
| 6  | 2010年10月9日  | ジッダ                                                     | ウズベキスタン   | 3-0  | 4-0  | 親善試合                               |
| 7  | 2011年1月9日   | ライヤーン、アフメド・ビン＝アリー・スタジアム             | シリア           | 1-1  | 1-2  | AFCアジアカップ2011                    |
| 8  | 2012年2月24日  | オーストラリア                                             | ニュージーランド | 5-0  | 6-0  | 親善試合                               |
| 9  | 2013年11月15日 | ダンマーム、プリンス・モハメド・ビン・ファハド・スタジアム | イラク           | 1-0  | 2-1  | AFCアジアカップ2015                    |
| 10 | 2014年9月8日   | ロンドン                                                   | オーストラリア   | 1-3  | 2-3  | 親善試合                               |
| 11 | 2015年9月3日   | ジッダ、キング・アブドゥッラー・スポーツシティ             | 東ティモール     | 5-0  | 7-0  | 2018 FIFAワールドカップ・アジア2次予選 |
| 12 | 2016年3月24日  | シャー・アラム、シャー・アラム・スタジアム                 | マレーシア       | 1-0  | 1-2  | 2018 FIFAワールドカップ・アジア2次予選 |
| 13 | 2016年10月6日  | ジッダ、キング・アブドゥッラー・スポーツシティ             | オーストラリア   | 1-0  | 2-2  | 2018 FIFAワールドカップ・アジア3次予選 |

出典:

## タイトル

### クラブ
アル・アハリ・ジッダ
- サウジ・プロフェッショナルリーグ: 2015–16
- キングスカップ: 2011, 2012
- クラウンプリンスカップ: 2007, 2014–15
- サウジ・スーパーカップ: 2016
- サウジ・フェデレーション・カップ: 2007
- ガルフ・クラブ・チャンピオンズカップ: 2008

### 個人
- サウジアラビア年間最優秀選手: 2012
- アル・アハリ・ジッダ年間最優秀選手: 2011–12
- サウジアラビア最優秀ミッドフィールダー: 2011–12